# Ignacy II (prawosławny patriarcha Antiochii)
Ignacy II – prawosławny patriarcha Antiochii w latach 1342–1386. Jako patriarcha przeniósł się z Antiochii do Damaszku.